# Waggrakine
Waggrakine is een plaats in de regio Mid West in West-Australië.
Het is een buitenwijk van Geraldton, de hoofdplaats van het lokale bestuursgebied (LGA) City of Greater Geraldton.
Waggrakine ligt langs de 'Chapman Valley Road', 425 kilometer ten noordnoordwesten van de West-Australische hoofdstad Perth en een kleine 10 kilometer van het centrum van Geraldton.
In 2021 telde Waggrakine 2.679 inwoners, tegenover 2.466 in 2006. Iets meer dan 10% van de bevolking is inheems van oorsprong.